# Dermestes progenior
Dermestes progenior là một loài bọ cánh cứng trong họ Dermestidae. Loài này được Zhantiev miêu tả khoa học năm 2006.